# Salvatore Buemi
Pour les articles homonymes, voir Buemi.
Salvatore Buemi, né à Novara di Sicilia, et mort à Rome le 16 décembre 1916, est un sculpteur italien.

## Biographie
Il a étudié à Rome, où à partir de 1890, il a commencé à participer à de nombreuses expositions; en 1989, il a gagné la renommée en tant que sculpteur à Turin avec l'exposition des groupes festifs dont Batteria Masotto et Dogali.
Sculpteur classique, il est spécialisé dans la production de sculptures en bronze représentant les acteurs et les héros des guerres célèbres, dans des buste; il reste toujours fidèle au réalisme.
Ses œuvres se trouvent dans le Cimetière monumental de Messine.

## Galerie

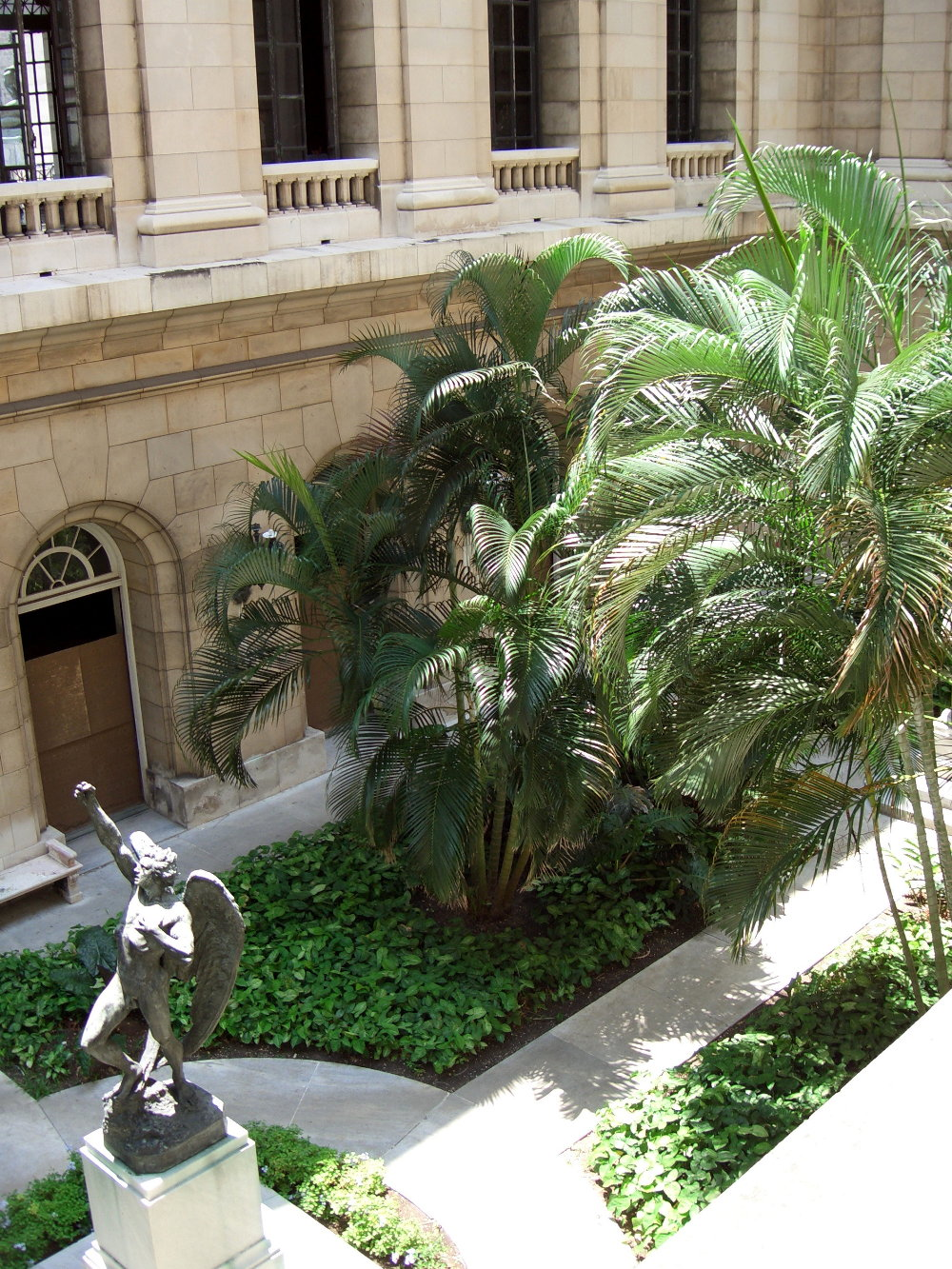
L'angelo ribelle, La Havane, Cuba
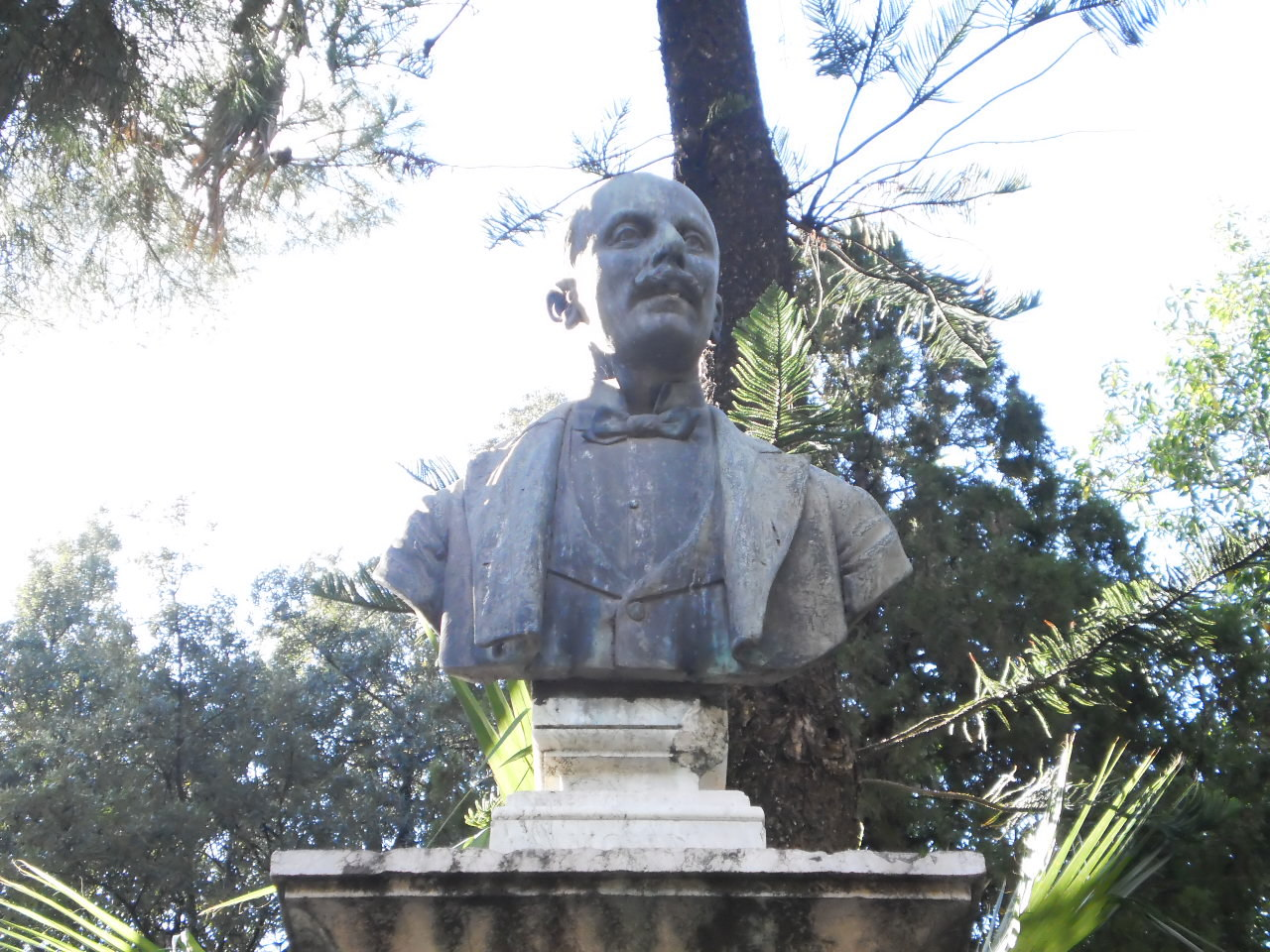
Statue de Giacomo Natoli, Messine
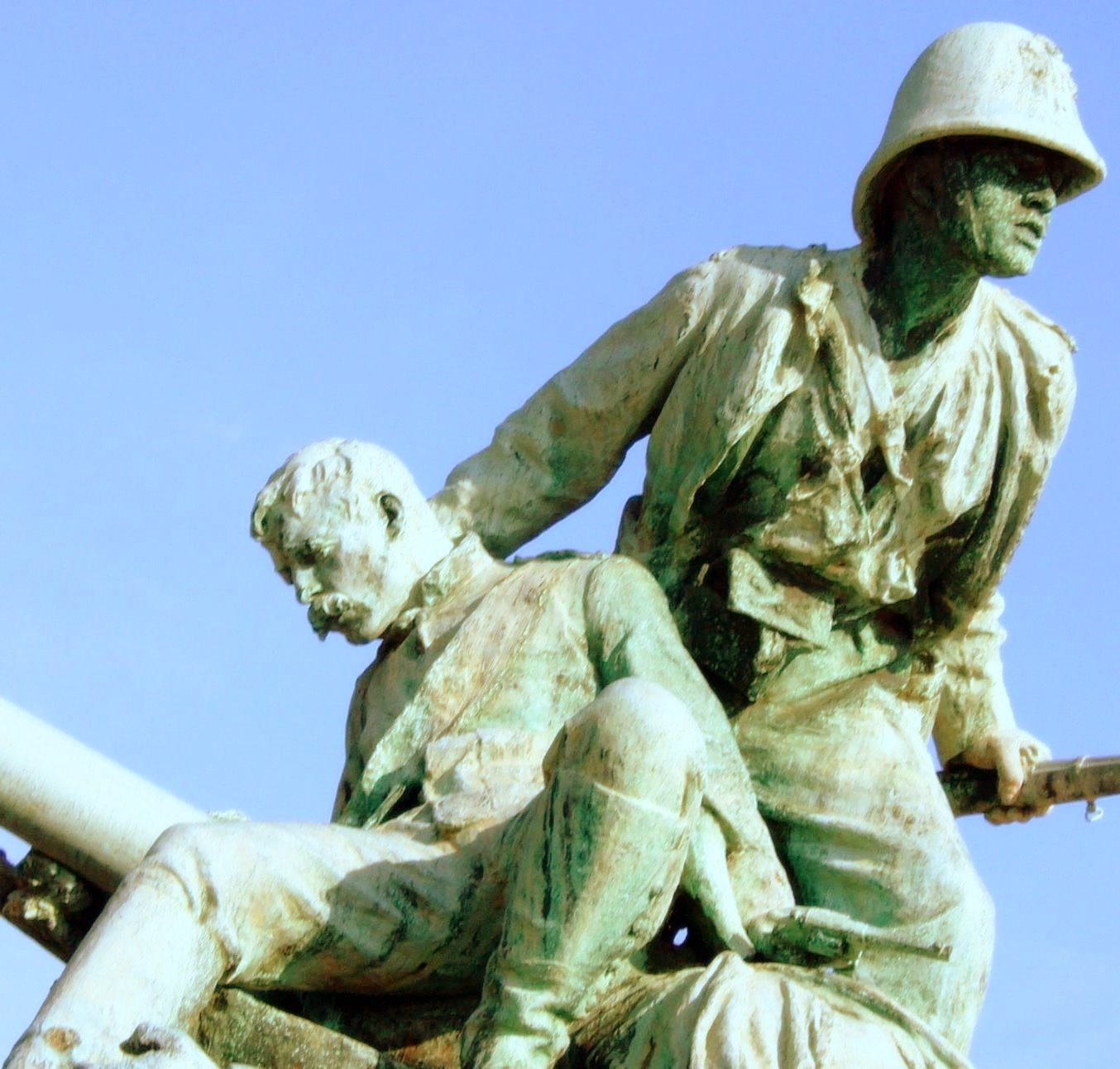
Monument aux tombés de la Batteria Masotto, 1897, Messine
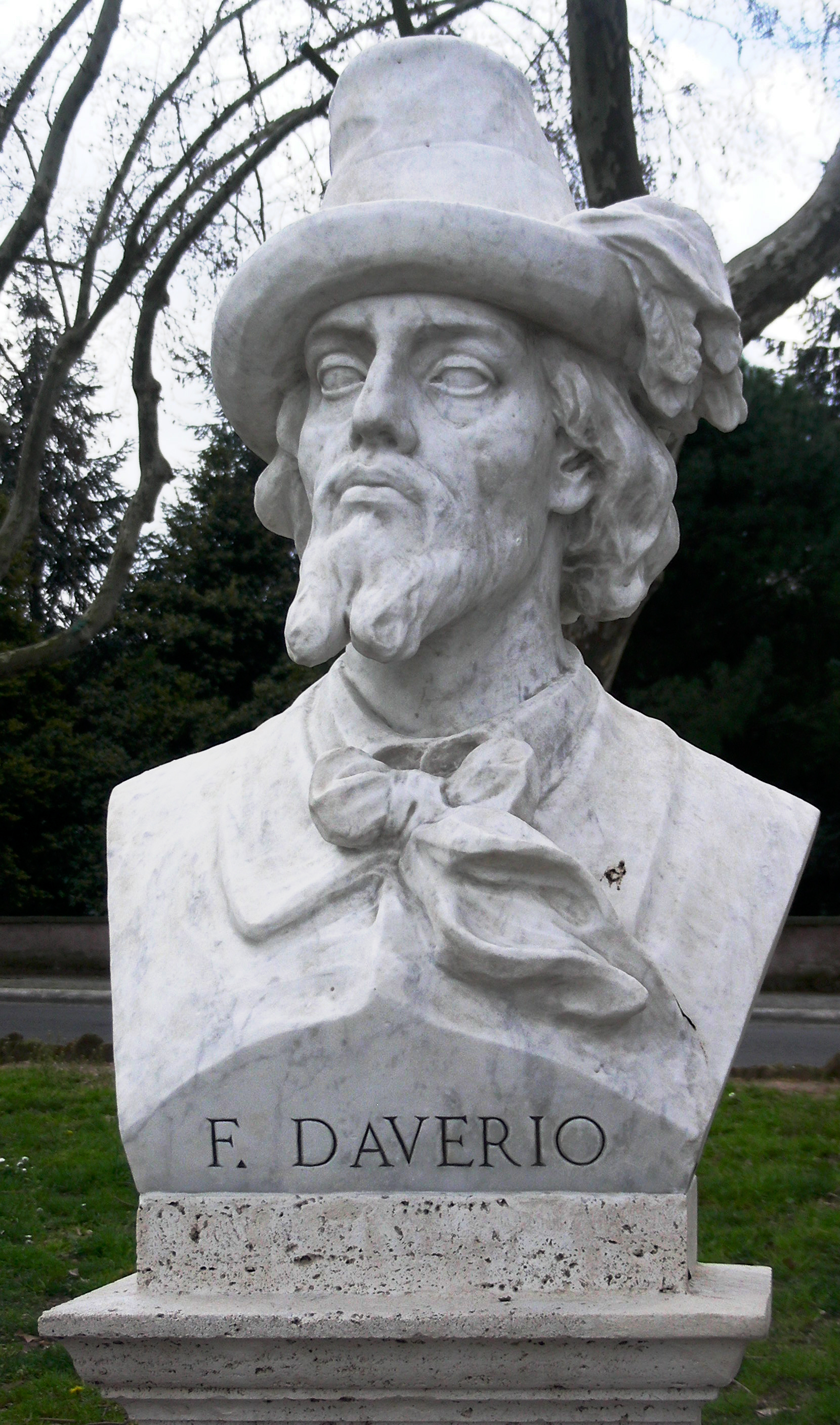
Buste de Francesco Daverio, Janicule, Rome,